# Rock River (rzeka)
Rock (ang. Rock River) – rzeka w amerykańskich stanach Wisconsin i Illinois o długości 459 km. Uchodzi do Missisipi w pobliżu miasta Rock Island.

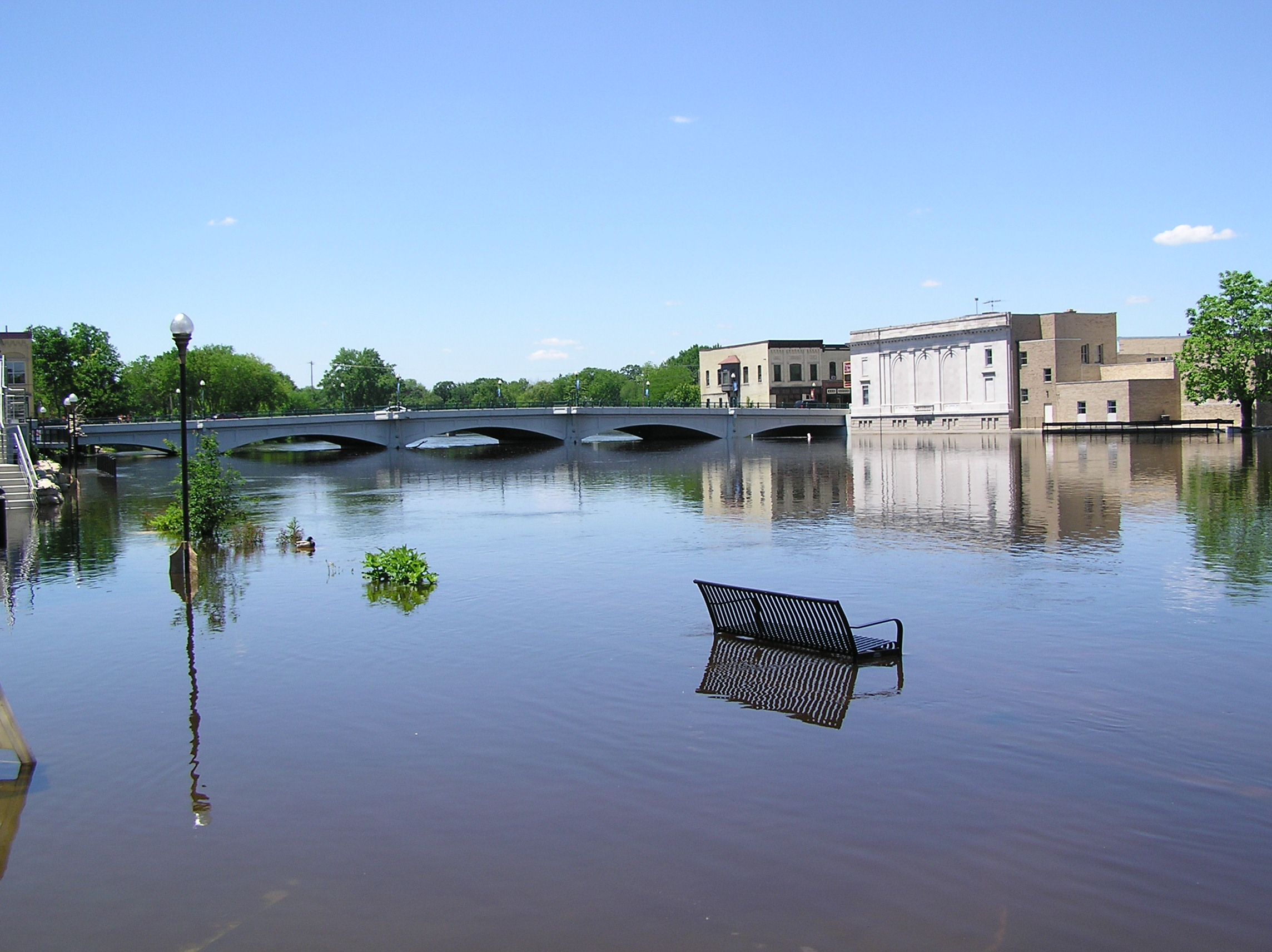
Zalane przez rzekę Rock River centrum Fort Atkinson w czerwcu 2004 roku

## Miejscowości położone nad rzeką
- Coal Valley
- Beloit
- Byron
- Dixon
- Grand Detour
- Fort Atkinson
- Horicon
- Hustisford
- Janesville
- Jefferson
- Loves Park
- Lyndon
- Machesney Park
- Mayville
- Milan
- Moline
- Oregon
- Prophetstown
- Rock Falls
- Rock Island
- Rockford
- Rockton
- Roscoe
- South Beloit
- Sterling
- Theresa
- Watertown